# Sarnıçköy, Altınekin
Sarnıç là một xã thuộc huyện Altınekin, tỉnh Konya, Thổ Nhĩ Kỳ. Dân số thời điểm năm 2011 là 569 người.